# Wilhelm von Henning (General, 1887)
Wilhelm von Henning (* 23. März 1887 in Liegnitz; † 1. Dezember 1969 in Düsseldorf) war ein deutscher Offizier, zuletzt Generalmajor der Wehrmacht.

## Leben
Wilhelm von Henning durchlief als Kadett die Kadettenschule und trat am 10. März 1904 als Fähnrich in die Armee ein. Am 19. Oktober 1905 wurde er zum Leutnant befördert. 1911 war er in der 5. Kompanie der Grenadier-Regiment Nr. 7 in seiner Heimatstadt Liegnitz. Am 18. September 1915 wurde er im Grenadier-Regiment Nr. 7 zum Hauptmann befördert.
Im September 1919 trat er in den Polizeidienst und schied im Juni 1924 aus diesem aus.
Als Major und E-Offizier wurde Henning am 1. Juni 1934 in die Reichswehr übernommen und diente danach bis zum 1. Oktober 1935 als erster Ausbildungsleiter von Liegnitz (Wehrkreis VIII, Landwehrkommandant Glogau). Am 1. April 1937 wurde er als Oberstleutnant reaktiviert.
Henning übernahm vom 1. Oktober 1937 das III. Bataillon des Infanterie-Regiments 8 bei der 3. Infanterie-Division und blieb dies bis kurz nach dem Beginn des Zweiten Weltkriegs, sodass er am Überfall auf Polen teilnahm. Vom 23. September 1939 bis 26. November 1941 war er Kommandeur des neu aufgestellten Infanterie-Regiments 271 bei der 93. Infanterie-Division. In dieser Position wurde er am 1. Juni 1940 zum Oberst befördert. Das Regiment führte er erst im Frankreichfeldzug, ab Juli 1941 an der Ostfront, wofür er später mit dem Deutschen Kreuz in Gold ausgezeichnet wurde. Nach Abgabe des Kommandos kam er in die Führerreserve. Vom 1. März 1942 war er Kommandeur des neu aufgestellten Wachregiments Paris bzw. ab September 1942 des daraus hervorgegangenen und zum zweiten Mal aufgestellten Sicherungs-Regiments 1; bei der 325. Sicherungs-Division. Am 15. April 1943 gab es das Kommando ab und wurde Kommandeur der Osttruppen z. b. V. 710, was er bis zur Auflösung der Einheit am 16. Januar 1944 blieb. Am 1. Dezember 1943 erfolgte seine Beförderung zum Generalmajor. Von Mitte Januar 1944 bis Mitte Februar 1944 war er erneut in der Führerreserve.
Mit der Aufstellung wurde er ab März 1944 Kommandeur der Freiwilligen-Stamm-Division, welche zu den Ostlegionen gehörte und aus Freiwilligen aus der Sowjetunion bestanden. Zum Einsatz kam die Division gegen die französische Widerstandsbewegung und zog sich ab September 1944 aus Frankreich zurück. In der Zeit in Frankreich wurden zahlreiche Kriegsverbrechen durch die Division begangen. So hatten Teile der Division im Juli 1944 während der Operation Treffenfeld das Massaker von Dortan durchgeführt. Dabei wurde das Dorf und angrenzende Gebäude niedergebrannt und über 30 Personen ermordet. Am 12. September 1944 übergab Henning das Kommando über die Division an Generalmajor Bodo von Wartenberg. Henning kam abermals in die Führerreserve. Ab 21. November 1944 war er Kommandeur des Truppenübungsplatz Oxböll (Dänemark). Im April 1945 wurde, ebenfalls aus russischen Freiwilligen, in Dänemark die Russische Brigade 599 aufgestellt. Er wurde bis Kriegsende Kommandeur der Brigade.